# Jacek Falfus
Jacek Eugeniusz Falfus (Siemianowice Śląskie; 1 de Fevereiro de 1951 — ) é um político da Polónia. Ele foi eleito para a Sejm em 25 de Setembro de 2005 com 27.698 votos em 27 no distrito de Bielsko-Biała, candidato pelas listas do partido Prawo i Sprawiedliwość.
Ele também foi membro da Sejm 2001-2005.